# Limões
Limões ist ein Ort und eine ehemalige Gemeinde (Freguesia) im portugiesischen Kreis (Concelho) von Ribeira de Pena. In ihr leben 335 Einwohner (Stand 30. Juni 2011).
Im Zuge der Gebietsreform vom 29. September 2013 wurden die Gemeinden Cerva und Limões zur neuen Gemeinde União das Freguesias de Cerva e Limões zusammengeschlossen. Cerva wurde Sitz der neuen Verwaltung.

## Geschichte
Der Ort entstand vermutlich im 13. Jahrhundert, an der Straße nach Vila Real. Die zwischenzeitlich eigenständig gewordene Gemeinde gehörte zum Kreis Cerva, bis dieser 1853 aufgelöst wurde. Seit 1854 gehört Limões zum Kreis Ribeira de Pena.

## Kultur und Sehenswürdigkeiten
Zu den Baudenkmälern der Gemeinde zählen eine Reihe Sakralbauten, darunter die barocke Gemeindekirche Igreja Paroquial de Limões aus dem 17. Jahrhundert. Die nach ihrem Schutzpatron auch Igreja de São João Baptista (port. für Johannes-der-Täufer-Kirche) genannte Kirche birgt u. a. einen Hochaltar und zwei spätbarocke Altarretabel aus vergoldetem Holz (talha dourada).
Auch der historische Ortskern als Ganzes steht unter Denkmalschutz.
Die Pflege überlieferter Traditionen wird in der Gemeinde weiter betrieben. Dazu zählt das traditionelle Kunsthandwerk, insbesondere Leinendecken und -stickereien. In der Gemeindegenossenschaft Cooperativa de Artesanato de Limões wird die Herstellung und der Verkauf der Stücke organisiert. Auch alte Spiele, darunter Jogo do pau und eine Vielzahl Wurfspielvarianten aus Holz, zählen zu den weiter gepflegten Traditionen in der Gemeinde.

## Verwaltung
Limões ist Sitz einer gleichnamigen Gemeinde. Folgende Ortschaften liegen in ihr:
- Azeveda
- Cadaval
- Limões
- Maceira
- Tojais